# Liste der Kulturdenkmäler in Alf
In der Liste der Kulturdenkmäler in Alf sind alle Kulturdenkmäler der rheinland-pfälzischen Ortsgemeinde Alf aufgeführt. Grundlage ist die Denkmalliste des Landes Rheinland-Pfalz (Stand: 21. September 2023).

## Denkmalzonen
| Bezeichnung                                 | Lage                                            | Baujahr                           | Beschreibung | Bild                           |
| ------------------------------------------- | ----------------------------------------------- | --------------------------------- | --- | ------------------------------ |
| Denkmalzone Katholische Kirche St. Remigius | Koblenzerstraße 11 Lage                         | 1892–1894                         | neugotische Basilika, Bruchstein, 1892–94; vor der Kirche Kriegerdenkmal; neugotische Kreuzigungsgruppe; Christus in der Rast, um 1500; Missionskreuz; Denkmalzone mit Friedhof und Pfarrhaus | weitere Bilder Fotos hochladen |
| Denkmalzone Burg Arras                      | westlich des Ortes, südlich von Alf-Fabrik Lage | frühes 12. Jahrhundert; 1907–1910 | im Kern mittelalterliche Burganlage, Ende des 18. Jahrhunderts verfallen, Ausbau 1907–10, Architekt Peter Marx, Trier                                                                         | weitere Bilder Fotos hochladen |

## Einzeldenkmäler
| Bezeichnung                   | Lage                                   | Baujahr                            | Beschreibung | Bild                                    |
| ----------------------------- | -------------------------------------- | ---------------------------------- | --- | --------------------------------------- |
| Villa                         | Auf der Hill 2 Lage                    | zweite Hälfte des 19. Jahrhunderts | spätklassizistische Villa, zweite Hälfte des 19. Jahrhunderts                                                                                    | Fotos hochladen                         |
| Villa                         | Auf der Hill 3 Lage                    | 1853                               | klassizistische Villa, bezeichnet 1853 | Fotos hochladen                         |
| Wohnhaus                      | Auf der Hill 4/5 Lage                  | zweite Hälfte des 19. Jahrhunderts | zweieinhalbgeschossiges spätklassizistisches Wohnhaus mit Kellerei, Bruchstein, zweite Hälfte des 19. Jahrhunderts                               | Fotos hochladen                         |
| Kirchturm                     | Auf Kockert Lage                       | 1734                               | alter Pfarrkirchenturm; dreigeschossiger Turm mit Pyramidalhelm, bezeichnet 1734, im Kern mittelalterlich                                        | weitere Bilder Fotos hochladen          |
| Kurtrierisches Amtshaus       | Auf Kockert 6 Lage                     | Ende des 16. Jahrhunderts          | dreigeschossiges frühbarockes Giebelhaus, Ende des 16. Jahrhunderts, Umbau wohl 1620/21 (Dendrodatierung des Dachstuhls), Portal bezeichnet 1700 | weitere Bilder Fotos hochladen          |
| Schulhaus                     | Auf Kockert 10 Lage                    | frühes 17. Jahrhundert             | ehemalige Schule; Fachwerkbau, teilweise massiv, im Kern aus dem frühen 17. Jahrhundert; Backofen                                                | weitere Bilder Fotos hochladen          |
| Villa                         | Auf Kockert 14 Lage                    | um 1900                            | Jugendstilvilla, um 1900 | weitere Bilder Fotos hochladen          |
| Villa                         | Auf Tannerd 7 Lage                     | 1920er Jahre                       | klassizierender Mansardwalmdachbau, 1920er Jahre                                                                                                 | weitere Bilder Fotos hochladen          |
| Wohnhaus                      | Brunnenstraße 1 Lage                   | um 1600                            | Fachwerkhaus, teilweise massiv, um 1600 | weitere Bilder Fotos hochladen          |
| Wohn- und Geschäftshaus       | Ferdinand-Remy-Straße 1 Lage           | 1902                               | späthistoristisches Wohn- und Geschäftshaus, bezeichnet 1902                                                                                     | Fotos hochladen                         |
| Wohnhaus                      | Junkergasse 8 Lage                     | 1760                               | dreigeschossiges Fachwerkhaus, teilweise massiv, bezeichnet 1760                                                                                 | Fotos hochladen                         |
| Friedhofskreuz und Grabkreuze | Koblenzerstraße, auf dem Friedhof Lage | 19. Jahrhundert                    | Friedhofskreuz, bezeichnet 1869; vier Grabkreuze, bezeichnet 1848 und 18[xx], vom Ende des 19. Jahrhunderts und um 1900                          | weitere Bilder Fotos hochladen          |
| Wohnhaus                      | Koblenzerstraße 12 Lage                | zweite Hälfte des 18. Jahrhunderts | Fachwerkhaus, verputzt, zweite Hälfte des 18. Jahrhunderts                                                                                       | weitere Bilder Fotos hochladen          |
| Hotel zur Post                | Koblenzerstraße 18 Lage                | um 1810                            | ehemaliger Thurn- und Taxischer Hof, stattlicher nachbarocker Putzbau, um 1810                                                                   | weitere Bilder Fotos hochladen          |
| Kreuz                         | Mühlenstraße, an Nr. 2 Lage            |                                    | neugotisches Kreuz, Sandstein | Fotos hochladen                         |
| Wohnhaus                      | Mühlenstraße 13 Lage                   | um 1910                            | Wohnhaus, teilweise verschiefert, Heimatstil, um 1910                                                                                            | Fotos hochladen                         |
| Wohnhaus                      | Schulgasse 2 Lage                      | 18. Jahrhundert                    | Fachwerkhaus, teilweise massiv, 18. Jahrhundert, bezeichnet 1580                                                                                 | Fotos hochladen                         |
| Burgmannenhaus                | Willburgstraße 5 Lage                  | 1448                               | spätmittelalterliches Burgmannenhaus; Bruchsteinbau, 1448 (Dendrodatierung)                                                                      | Fotos hochladen                         |
| Wappen                        | außerhalb des Ortes an der B 49        | 18. Jahrhundert                    | Wappen; 18. Jahrhundert (?) | Direkt Bild zu diesem Denkmal hochladen |
| Bergkapelle                   | Solligstraße Lage                      | 19. Jahrhundert                    | kleiner Saalbau, 19. Jahrhundert; Vesperbild, 18. Jahrhundert                                                                                    | weitere Bilder Fotos hochladen          |